# Mistrzostwa Świata Juniorów w Biathlonie 1997
Mistrzostwa Świata Juniorów w Biathlonie 1997 odbyły się we włoskiej miejscowości Forni Avoltri, w dniach 19 lutego - 23 lutego 1997 roku. Rozegrane zostały po 4 konkurencje: bieg indywidualny, bieg sprinterski, sztafeta i bieg drużynowy. Wszystkie konkurencje zostały rozegrane dla mężczyzn i kobiet. W sumie odbyło się 8 biegów.

## Wyniki kobiet

### Bieg drużynowy – 7,5 km[1]
- Data: 19 lutego 1997

| Medal | Drużyna                                                                      | Strzelanie | Wynik | Strata |
| ----- | ---------------------------------------------------------------------------- | ---------- | ----- | ------ |
|       | Rosja · Olga Zajcewa · Lilija Wajhina · Jekatierina Iwanowa · Olga Nazarowa  | ?          | ?     |        |
|       | Czechy · Irena Mádlová · Irena Tomšová · Denisa Pelikánová · Jitka Šimůnková | ?          | ?     | ?      |
|       | Niemcy · Janet Klein · Anett Meisner · Martina Glagow · Andrea Henkel        | ?          | ?     | ?      |

### Bieg sprinterski – 7,5 km[2]
- Data: 22 lutego 1997

| Medal | Zawodnik       | Narodowość | Strzelanie | Wynik   | Strata  |
| ----- | -------------- | ---------- | ---------- | ------- | ------- |
|       | Andrea Henkel  | Niemcy     | 0+0        | 26:30,9 |         |
|       | Martina Glagow | Niemcy     | 2+0        | 27:23,5 | +52,6   |
|       | Olga Nazarowa  | Rosja      | 0+0        | 27:36,0 | +1:05,1 |

### Bieg indywidualny – 12,5 km[3]
- Data: 20 lutego 1997

| Medal | Zawodnik             | Narodowość | Strzelanie | Wynik   | Strata |
| ----- | -------------------- | ---------- | ---------- | ------- | ------ |
|       | Tetiana Rud          | Ukraina    | 0+0+2      | 38:07,2 |        |
|       | Marcela Pavkovčeková | Słowacja   | 0+0+0      | 38:12,9 | +5,7   |
|       | Natalia Lewczenkowa  | Rosja      | 0++0+1     | 38:19,8 | +12,6  |

### Bieg sztafetowy – 3 × 7,5 km[4]
- Data: 23 lutego 1997

| Medal | Drużyna                                                                   | Strzelanie | Wynik     | Strata  |
| ----- | ------------------------------------------------------------------------- | ---------- | --------- | ------- |
|       | Norwegia · Ann Helen Grande · Linda Tjørhom · Gro Marit Istad-Kristiansen | ?          | 1:25:34,2 |         |
|       | Niemcy · Andrea Henkel · Martina Glagow · Janet Klein                     | ?          | 1:25:55,3 | +21,1   |
|       | Rosja · Jekatierina Winogradowa · Olga Nazarowa · Natalia Lewczenkowa     | ?          | 1:26:56,9 | +1:22,7 |

## Wyniki mężczyzn

### Bieg drużynowy – 10 km[5]
- Data: 19 lutego 1997

| Medal | Drużyna                                                                                 | Strzelanie | Wynik | Strata |
| ----- | --------------------------------------------------------------------------------------- | ---------- | ----- | ------ |
|       | Rosja · Siergiej Baszkirow · Dmitrij Babicz · Aleksiej Korobiejnikow · Siergiej Usankow | ?          | ?     |        |
|       | Finlandia · Harri Lähdesmäki · Pasi Ahola · Joni Tiihonen · Jussi Mäkelä                | ?          | ?     | ?      |
|       | Niemcy · Norman Köhler · Jörn Wollschläger · Torsten Thrän · Karsten Kapinos            | ?          | ?     | ?      |

### Bieg sprinterski – 10 km[6]
- Data: 22 lutego 1997

| Medal | Zawodnik       | Narodowość | Strzelanie | Wynik   | Strata |
| ----- | -------------- | ---------- | ---------- | ------- | ------ |
|       | Jay Hakkinen   | USA        | 0+1        | 27:32,7 |        |
|       | Torsten Thrän  | Niemcy     | 0+1        | 27:51,3 | +18,6  |
|       | Marek Matiaško | Słowacja   | 0+1        | 28:19,6 | +46,9  |

### Bieg indywidualny – 15 km[7]
- Data: 20 lutego 1997

| Medal | Zawodnik         | Narodowość | Strzelanie | Wynik   | Strata |
| ----- | ---------------- | ---------- | ---------- | ------- | ------ |
|       | Erik Lundström   | Szwecja    | 0+0+0      | 42:21,9 |        |
|       | Siergiej Usankow | Rosja      | 1+0+0      | 42:33,0 | +11,1  |
|       | Karsten Kapinos  | Niemcy     | 0+0+0      | 42:35,0 | +13,1  |

### Bieg sztafetowy – 4 × 7,5 km[8]
- Data: 23 lutego 1997

| Medal | Drużyna                                                                               | Strzelanie | Wynik     | Strata  |
| ----- | ------------------------------------------------------------------------------------- | ---------- | --------- | ------- |
|       | Niemcy · Karsten Kapinos · Torsten Thrän · Alexander Wolf · Jörn Wollschläger         | ?          | 1:32:09,1 |         |
|       | Włochy · Theo Senoner · Alexander Inderst · Paolo Longo · Flavien Jordaney            | ?          | 1:32:41,9 | +32,8   |
|       | Rosja · Władimir Grigoriew · Michaił Kowałkow · Siergiej Usankow · Siergiej Baszkirow | ?          | 1:33:56,6 | +1:47,5 |

## Tabela Medalowa
| Miejsce | Państwo           |   |   |   | Razem |
| ------- | ----------------- | - | - | - | ----- |
| 1.      | Niemcy            | 2 | 3 | 3 | 8     |
| 2.      | Rosja             | 2 | 1 | 4 | 7     |
| 3.      | Norwegia          | 1 | 0 | 0 | 1     |
| 3.      | Stany Zjednoczone | 1 | 0 | 0 | 1     |
| 3.      | Szwecja           | 1 | 0 | 0 | 1     |
| 3.      | Ukraina           | 1 | 0 | 0 | 1     |
| 7.      | Słowacja          | 0 | 1 | 1 | 2     |
| 8.      | Czechy            | 0 | 1 | 0 | 1     |
| 8.      | Finlandia         | 0 | 1 | 0 | 1     |
| 8.      | Włochy            | 0 | 1 | 0 | 1     |